# Экологические группы грибов
Экологические группы грибов характеризуют их распределение по субстрату, который является источником питания грибов. Критерии выделения конкретных групп могут быть предметом дискуссий.
В микологической литературе выделяют следующие группы макромицетов:
- симбиотрофные макромицеты (микоризообразователи) — макромицеты, образующие микоризу на корнях деревьев и кустарников.
- паразитические макромицеты
- сапротрофные макромицеты (сапротрофы) — макромицеты, использующие в качестве источника пищи мёртвое органическое вещество, за счёт которого осуществляются все их процессы жизнедеятельности.
  - подстилочные и гумусовые сапротрофы — грибы, использующие для питания лесной опад, подстилку и гумусовый слой почвы.
  - ксилотрофы (дереворазрушающие грибы) — грибы, осуществляющие разложение древесины.
  - карботрофы — грибы, растущие на кострищах и пожарищах.
  - копротрофы — грибы, использующие для жизнедеятельности органику из экскрементов животных.
  - бриотрофы — грибы, разлагающие отмершие части мхов (если мхи сфагновые, то грибы имеют название сфагнотрофы).
  - микотрофы (сапротрофные микофилы) — грибы, развивающиеся на мумифицированных плодовых телах шляпочных грибов (в основном груздях и сыроежках).